# Materia oscura caliente

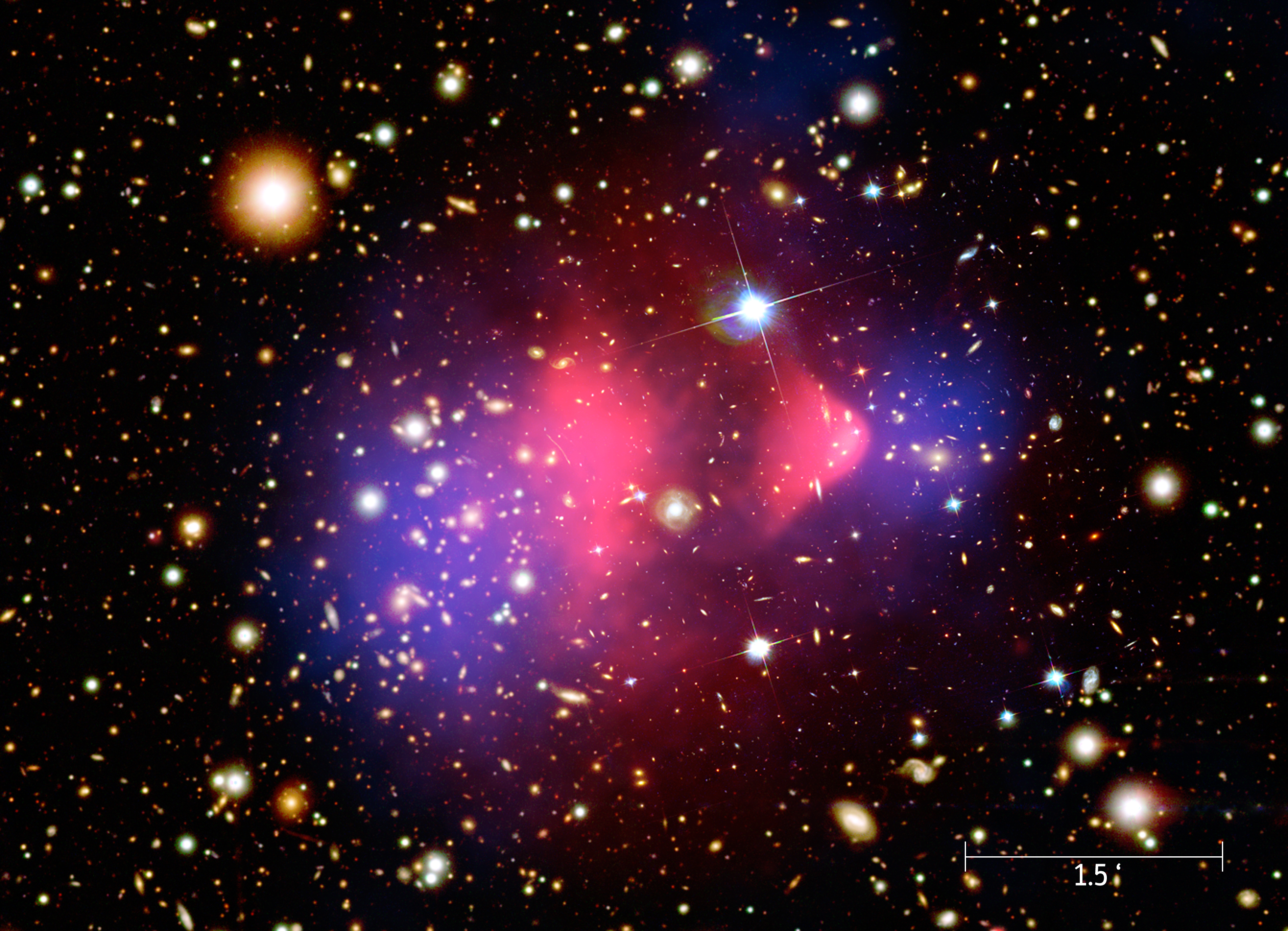
Imagen compuesta que muestra el cúmulo de galaxias 1E 0657-56, más conocido como cúmulo de la bala.

La materia oscura caliente es un tipo de materia oscura que estaría constituido por partículas que viajan a velocidad relativista.
El candidato más probable para la materia oscura caliente es el neutrino.
Los neutrinos tienen una masa insignificante, no tienen carga eléctrica y por lo tanto prácticamente no interaccionan con la materia, lo cual los convierte en increíblemente difícil de detectar. Estas mismas características, es también lo que los convierte en buenos candidatos para ser la materia oscura caliente.
La materia oscura caliente, sin embargo, no puede explicar cómo se formaron las galaxias individuales a partir del Big Bang.
El fondo de radiación de microondas, tal como ha sido medido por el satélite COBE es uniforme y no puede explicarse como las partículas de movimiento rápido se agregarían desde este estado inicial. Para explicar la estructura del universo, se hace necesaria la materia oscura fría. La materia oscura caliente es, en la actualidad, discutida como una parte de la teoría mixta de la materia oscura.